# Mácza Mihály
Mácza Mihály (Kassa, 1942. március 24.) történész, a komáromi Duna Menti Múzeum munkatársa, városi képviselő.

## Élete
1959-ben érettségizett Szepsiben. 1959–1964 között a Comenius Egyetem Bölcsészettudományi Karán szerzett történelem–magyar szakos oklevelet. Egyéves katonai szolgálat után 1965 szeptemberétől 1970 szeptemberéig a Csemadok Központi Bizottságának Titkárságán dolgozott népművelési szakelőadóként, majd a közművelődési és tudományos osztály vezetőjeként. Ezekben az években tevékenyen részt vett a magyar ifjúsági klubok mozgalmában, a pozsonyi József Attila Ifjúsági Klub munkájában, a Magyar Ifjúsági Szövetség szervezésében.
1964–1965-ben a magyar ifjúsági klubmozgalom lapját, a Hang-ot, majd a Népművelés mellékleteként megjelenő Így Élünk Mi-t szerkesztette. Mindennek következtében kénytelen volt feladni állását. Főleg az 1968 augusztusában és azt követően tanúsított szovjetellenes magatartása miatt kizárták a pártból, s emiatt a Csemadok Központi Bizottsági tagságából is visszahívták.
1970 őszétől a komáromi Duna Menti Múzeumban kezdett dolgozni, előbb történészként, majd 1979-től a társadalomtudományi osztály vezetőjeként, 1990-től igazgató-helyettesként. Létrehozta és gyarapította a múzeum újabb kori történeti gyűjteményét, számos időszaki és néhány állandó múzeumi kiállítást rendezett, illetve megírta e kiállítások forgatókönyvét. 1974-től titkárként szervezi a Komáromi Múzeumbarátok Körének tevékenységét, 1979–1998 között szerkesztette a múzeum Iuxta Danubium c. évkönyvet. Négy évtizede foglalkozik Komárom és vidéke történelmének, művelődéstörténetének, ipar- és településtörténetének kutatásával, e tárgykörökben számos tanulmányt, ismeretterjesztő cikket publikált, előadásokat tartott és több önálló kötete is megjelent.
1990-2002 között Komárom Város Önkormányzatának volt a képviselője, a magyar politikai pártok egyesülése után 1998 – 2000 között a Magyar Koalíció Pártja Komáromi Városi Szervezetének alapító elnöke, 1999 januárjától 2002 áprilisáig – nyugdíjba vonulásáig – Komárom város alpolgármestere.
1971-ben nősült, 2008-ban megözvegyült. Két gyermeke van.

## Elismerései

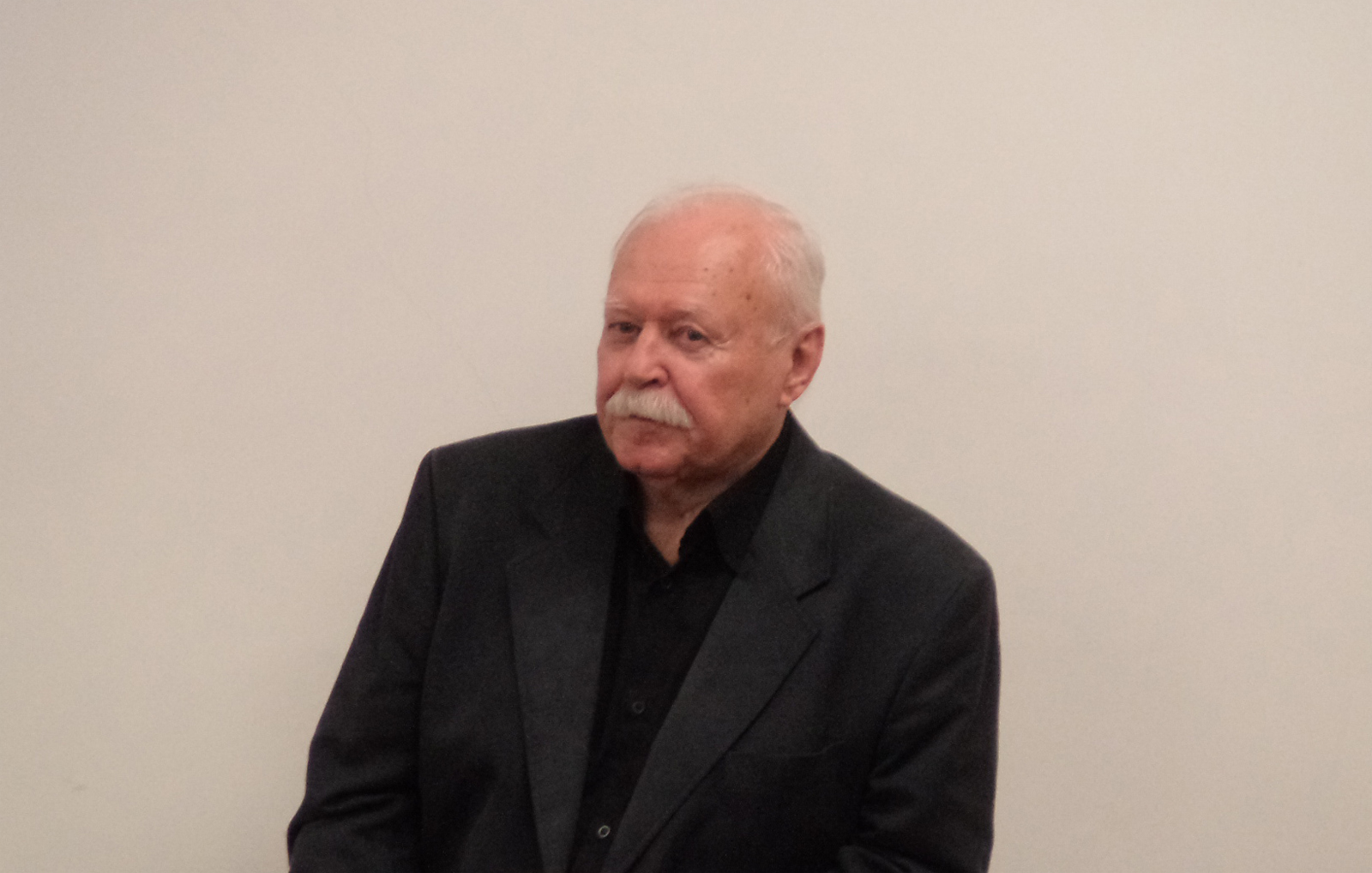
2019-ben

- 2002 A Szlovák Köztársaság Ezüstplakettje
- Munkásságáért Komárom Város Önkormányzata 2003-ban Pro Urbe-díjjal tüntette ki.
- 2008 kitüntetés az MKP megalakulásának 10. évfordulója alkalmából[2]
- 2010-ben Budapesten a Kisebbségekért Díjat vehette át.[3]

## Művei

### Önálló művei
- Stručné dejiny priemyslu v okrese Komárno. Duna Menti Múzeum. Komárom 1973.
- 60 rokov Robotníckeho spevokolu Svornosť v Komárne – 60 éves a Komáromi Egyetértés Munkásdalárda. Komáromi Népművelési Központ. Komárom 1981.
- 10 rokov činnosti Krúžku priateľov múzea v Komárne – 10 éves a Komáromi Múzeumbarátok Köre. Duna Menti Múzeum. Komárom 1982.
- Komárom fejlődése képekben. Duna Menti Múzeum. Komárom 1985. /szlovákul Vývoj Komárna v obrazoch/
- 20 éves a Komáromi Múzeumbarátok Köre /1972–1992/ Duna Menti Múzeum. Komárom 1992.
- Komárom. Történelmi séták a városban. Madách. Bratislava – Pozsony 1992.
- 25 rokov činnosti Krúžku priateľov múzea v Komárne – 25 éves a Komáromi Múzeumbarátok Köre. Duna Menti Múzeum és Komárom Város Önkormányzata. Komárom 1997.
- A komáromi Simor-zárda története. Celemantia Kft. Komárom 1997.
- „…mert a haza kívánja…” 1848 – 49 komáromi dokumentumai. Észak- és Dél-Komárom Önkormányzata. Komárom 1998.
- Komáromi Kalendárium 2000. Komárom Város Önkormányzata. Komárom 1999.
- Komárom nevezetességei. Madách. Pozsony 2002.
- Jókai és szülővárosa. Magyar Millenniumi Irodalmi Évfordulós Bizottság. Budapest 2002.
- Válogatott tanulmányok – Fejezetek Komárom és Alsó-Csallóköz történetéből. Komárom 2015.
- 2018 Komáromi anziksz - Várostörténeti barangolások.
- 2019 Életem emlékcserepei.

### Társszerzőkkel
- Mácza Mihály – Pusztai Ágota – Fűrészné Molnár Anikó: Fotográfusok Komáromban, Tatán, Tatabányán. Tatabánya 1988.
- Bárdos István – Kecskés László – Mácza Mihály: Komárom – Komárno, város a Duna két partján. Észak- és Dél-Komárom Önkormányzata. Komárom 1994. Második javított és bővített kiadás: Komárom 2000.
- Bojan Radovanovič – Mácza Mihály: Pravoslávny kostol v Komárne – Pravoslávna crkva u Komoranu – A komáromi görögkeleti templom – Die ortodoxe Kirche in Komorn. Duna Menti Múzeum és a Komáromi Pravoszláv Egyházközség. Komárom 1995.
- Bárdos István – Mácza Mihály: Kirándulás a Duna két partján a Vág – Duna – Ipoly eurorégióban. Tatabánya – Komárom 2005.
- Mester Tibor – Mácza Mihály: Camarum – Komárom – Komárno. Kiadó: Mester Katalin, Keszegfalva 2009. 2. kiadás: 2010.

### Kiállításvezetők
- Jókai a jeho rodné mesto – Jókai és szülővárosa. Duna Menti Múzeum. Komárom 1975, 2. kiadás 1980.
- 100 éves a komáromi Erzsébet-híd – Dunajský most v Komárne 100 ročný /több társszerzővel/. Tatabányai Közúti Igazgatóság 1992.
- Podunajské múzeum v Komárne, expozície – A komáromi Duna Menti Múzeum állandó kiállításai – Ständige Ausstellungen des Donauländisches Museum in Komárom. Duna Menti Múzeum. Komárom 1993.
- Mácza Mihály – Püski Anikó: Hold velikánovi literatúry, Fesztyovci – Az írófejedelem ünneplése, A Feszty család. Duna Menti Múzeum. Komárom 1995.
- Komárom neves szülöttei: Jókai Mór, Lehár Ferenc. A komáromi Magyar Kultúra és Duna Mente Múzeumának kiadványa. Komárom 2002.

#### Állandó kiállítások forgatókönyvei
- 1975 Jókai Mór emlékkiállítás
- 1980 Lehár Ferenc emlékkiállítás
- 1992 Komárom 1849 – 1945
- 2002 Komárom neves szülöttei: Jókai Mór, Lehár Ferenc

### Értekezések, tanulmányok
- Az 1929–1933-as évek világgazdasági válságának szociális hatása Komáromban és vidékén. Irodalmi Szemle 1975/4. 371–378.
- A politikai erőviszonyok alakulása egy dél-szlovákiai határvárosban az első Csehszlovák Köztársaság idején (Komárom 1919–1938). Új Mindenes Gyűjtemény 1. Madách. Bratislava - Pozsony 1981. 85–111.
- Komárom a múzeumteremtés időszakában (1870–1913). In: A komáromi múzeum száz éve. Új Mindenes Gyűjtemény 5. Madách. Bratislava - Pozsony 1986. 8–11.
- A jubiláló komáromi múzeum. Irodalmi Szemle 1987/2. 47–53.
- Prehľad dejín komárňanských tlačiarní. Kniha 88. Matica slovenská. Martin 1988. 94–104.
- Z dejín Komárna s prihliadnutím na dejiny komárňanských knižníc. In: Knižná kultúra na južnom Slovensku v minulosti a v súčasnosti. Bratislava 1989. 11–34.
- Vývoj komárňanských tlačiarní. In: Knižná kultúra na južnom Slovensku v minulosti a v súčasnosti. Univerzitná knižnica v Bratislave. Bratislava 1989. 81–100.
- Vznik ČSR a Komárno. Iuxta Danubium 7. Komárno 1989. 49–58.
- A komáromi temetőkről. Iuxta Danubium 9. Komárno 1991. 16–42.
- A komáromi temetőkről. Limes 1992/4. 5–18.
- A komáromi Jókai-szobor története. Limes 1993/3-4. 89–116.
- Fényképek a komáromi egyesületek történetéhez a Duna Menti Múzeum újkori gyűjteményében. Iuxta Danubium 11. 28–95.
- Fotografie o vývoji mesta Komárna v rokoch 1867–1945 v zbierke Podunajského múzea. Obrazový archív 2. Matica slovenská 1994. 44–53.
- Az észak-komáromi középiskolák történetének áttekintése. In: Somorjai József (szerk.): Híres iskolák, neves pedagógusok. Tata, 1994
- Jókai komáromi Aranyembere. Limes 1995/4.
- Jókai és szülővárosa. Élet és Irodalom 7/96.
- Jókai és szülővárosa. Hungarian Life Sydney. 1996. ápr. 11. sz.
- Komárom, az újjászületés városa. Komáromi Ateliér 1/98.
- História Rímsko-katolíckej kláštornej dievčenskej ľudovej školy v Komárne. In: Iuxta Danubium No. 12. Spravodaj Podunajského múzea v Komárne – A Duna Menti Múzeum Értesítője. 5–60.
- Előszó Baranyay József munkáinak kötetéhez. Kaligram 2002.
- Komáromi anziksz. Ateliér 2004 májusa. Különszám. 4–10.
- Az impériumváltás és következményei Komáromban (1919–1938). Limes 2004/3. 113–126.
- Énekkarunk negyedszázados jubileumához. In: Csengel, M. - Czékus, P. - Mikolai, M. (eds.): 1980-2005 – C 25. Komárom, 4.
- 120 éves a komáromi múzeum (1886–2006). In: A Magyar Kultúra és Duna Mente Múzeuma 2006. évi Értesítője. 71–101.
- A Múzeumbarátok Körének tevékenysége 2006-ban. In: A Magyar Kultúra és Duna Mente Múzeuma 2006. évi Értesítője. 233–236.
- Mácza Mihály – Számadó Emese: Komárom 1919. évi eseményei. In: Komárom – Esztergom Megyei Múzeumok Közleményei. Tata 2009. 129–146.